# 张润身 (1933年)
张润身（1933年7月—2020年8月19日），男，河北定县人，中华人民共和国政治人物，曾任河北省人民政府副省长，河北省政协副主席，第七届全国人大代表。